# Vela ai Giochi della V Olimpiade - 12 metri
La competizione della categoria 12 metri  di vela ai Giochi della V Olimpiade si tenne dal 21 al 22 luglio 1912 presso il Royal Swedish Sailing Society a Nynäshamn

## Risultati
Si disputarono 2 regate sulla distanza di 36,2 miglia nautiche. La classifica era stilata secondo i punti assegnati nelle varie regate per primi (7 al primo, 3 al secondo, 1 al terzo). 
| Pos.    | Barca                 | Equipaggio | 1ª regata | 1ª regata | 1ª regata | 2ª regata | 2ª regata | 2ª regata | Punti Totali |
| Pos.    | Barca                 | Equipaggio | Pos.      | Tempo     | Punti     | Pos.      | Tempo     | Punti     | Punti Totali |
| ------- | --------------------- | --- | --------- | --------- | --------- | --------- | --------- | --------- | ------------ |
| Oro     | Magda IX Norvegia     | Alfred Larsen Johan Anker Nils Berthelsen Halfdan Hansen Magnus Konow Petter Larsen Eilert Falch-Lund Fritz Staib Arnfinn Heje Gustav Thaulow | 1         | 3h17'17"  | 7         | 1         | 3h32'00"  | 7         | 14           |
| Argento | Erna Signe Svezia     | Hugo Clason Nils Persson Hugo Sällström Ivan Lamby Kurt Bergström Dick Bergström Erik Lindqvist Per Bergman Sigurd Kander Folke Johnson       | 2         | 3h24'13"  | 3         | 2         | 3h48'06"  | 3         | 6            |
| Bronzo  | Heatherbell Finlandia | Ernst Krogius Ferdinand Alfthan Pekka Hartvall Jarl Hulldén Sigurd Juslén Eino Sandelin Johan Silén                                           | 3         | 3h25'45"  | 1         | 3         | 3h48'55"  | 1         | 2            |